# Kisielice
Kisielice é um município da Polônia, na voivodia da Vármia-Masúria e no condado de Iława. Estende-se por uma área de 3,37 km², com 2 183 habitantes, segundo os censos de 2017, com uma densidade de 627,3 hab/km².